# Uranophora albimaculata
Uranophora albimaculata là một loài bướm đêm thuộc phân họ Arctiinae, họ Erebidae.